# Хижі птахи (роман)
Хижі птахи (англ. Birds of Prey) — роман автора наукової фантастики / фентезі Девіда Дрейка, вперше опублікований у 1984 році. Його пов'язують як історичний роман, дія якого відбувається в Пізній Римській імперії, у другій половині ІІІ століття. В історії є науково-фантастичний поворот, який починається з натяків на деформацію часу на першій сторінці та повільно відкриває читачеві — і головному герою — що насправді відбувається за лаштунками. Історія розказана в дуже яскравому стилі, що наводить на думку про кінематограф.

## Короткий зміст сюжету
У романі розповідається про епізод із життя Авла Перенія, середнього віку, оперативника Бюро імперських справ, агентства, яке за час існування Імперії перетворилося на розвідувальну службу. Його супроводжує його протеже Гай, хвацький молодий кавалерійський офіцер із сумною схильністю діяти бездумно, і дивна постать на ім'я Кальв, високий, стрункий, лисий, неймовірно сильний і досить неосвічений. Історія натякає, що Гай є біологічним сином Авла, але ніколи не робить чіткої заяви з цього приводу.
На початку історії власний наставник Авла, голова Бюро імперських справ, викликав його назад до Риму у справі, досить терміновій, щоб витягнути його з глибоко таємної операції в Пальмірі саме тоді, коли вона наближалася до критичної фаза (ця сцена трохи нагадує Джеймса Бонда, якого власний бос викликає на нове завдання). За прямим розпорядженням імператора Бюро було наказано надати Кальву будь-яку необхідну підтримку, і Кальв попросив лише послуг найкращого агента Бюро — запитав Авла на ім'я.
Посилаючись на повноваження Бюро, Авл наказує спорядити стародавнього лібурна зі сховища сухого доку для подорожі до Кілікії в південній Анатолії, технічно частини Римської імперії, але в той час під контролем Одената, щоб забезпечити деякі невизначена послуга для Кальва. По дорозі їх оточують пірати та інші групи; історія подорожі займає більшу частину книги (у морській битві з піратами римляни опинились у безвихідній ситуації через те, що влада Риму не змогла надати достатній контингент морської піхоти; захоплення жорстокими готськими та герульськими набігами; очевидна тепла гостинність ізольованої християнської громади виявляється маска жорстоко кровожерливої, фанатичної секти; гігантський, хижий алозавр, переміщений з далекого минулого, лютує в сільській місцевості…).
Кальв, хоч і прийнятий за самця, насправді є самкою (свого роду), посланою з далекого майбутнього, щоб знищити насіннєві ясла або «виводкову камеру» жахливих прибульців — розумних соціальних комах, — які до її часу розмножилися на мільярди, вийшли зі своїх підземних ясел і знаходяться в процесі знищення людської раси. Як відчайдушний захід, групу з шести взаємно телепатичних сестер, включаючи Кальву, спеціально вирощують, щоб відправити їх разом на місію (книга натякає на те, що майбутня людська раса дещо відрізняється від нас самих, і що шість безплідних сестер, схожих на робочих мурашок або бджіл, є незвичайними лише у своїй підготовці до цієї конкретної місії; існує припущення, що, ведучи екзистенційна боротьба проти соціальних комах, майбутнє людство було змушене наслідувати цих ворогів…).
Кальв — єдина із братів і сестер, хто прибула у належний час у минулому. Є серйозні натяки на те, що присутність кількох вимерлих істот, таких як динозаври та шаблезубі коти за часів Авла, є побічним ефектом ненавмисного переміщення інших братів і сестер у далеке минуле.
Технологія подорожей у часі не дозволила Кальві взяти з собою зброю чи інші гаджети, тож вона сама слугує зброєю. Вона має обмежену здатність впливати на думки людей, окрім своїх сестер — саме так вона змусила імператора видати наказ про співпрацю з Бюро — і наприкінці історії вона знищує гніздо, самознищуючись як ядерна або теплова бомба. До цього, через зв'язок з Аулусом і розлуку з сестрами, вона вчиться відчувати свою людську сутність майже так само, як це роблять звичайні люди.

## Персонажі
- Авл Перенній — римський шпигун середнього віку, головний агент Бюро імперських справ.
- Гай — молодий кавалерійський офіцер, протеже Переннія, про якого в самому кінці книги робиться вражаюче відкриття.
- Марк Оптатіус Навігатус — директор Бюро імперських справ, як і його агент, повністю відданий Імперії, що розвалюється.
- Кальв — таємнича людина, яка починає небезпечну місію, і яка виявляється жінкою.
- Сестій — римський центуріон, хоробрий і відданий супутник у небезпечних пошуках, хоча він планував зрештою дезертирувати.
- Сабеллія — жорстока галльська жінка з ножем, здатна змусити чоловіків, які нападають на неї, глибоко шкодувати про свій вчинок.
- Отець Рамфіон — здавалося б, взірець християнської чесноти, але ті, хто дізнаються правду про нього, зазвичай не виживають, щоб розповісти цю історію.
- Юлія — провидиця, давно втрачена кохана Авла, яка могла померти, щоб врятувати його, і від якої він міг народити сина, якого ніколи не знав.
- Вартові — шість високорозумних комах, що володіють енергетичною зброєю та становлять смертельну загрозу людству.

## Основні теми
У книзі певною мірою досліджуються теми соціального порядку, стосунків між клієнтами та покровителями, гендерних ролей і подорожей у часі, але здебільшого це розповідь про дії та пригоди, а не засіб для філософських роздумів.
Події розгортаються в розпал кризи Римської імперії у ІІІ столітті. Імперія перебуває в дуже поганому стані: імператори швидко змінюють один одного, зазвичай через громадянську війну або державний переворот; нинішній імператор Галлієн має ефективну владу лише в Італії та частині Північної Африки; на заході імператор-суперник Постум править Галлією, тоді як на сході Пальміра стала фактично незалежною державою та зазіхає на територію Імперії; міське населення обурюється частими бунтами; кордони Імперії порушуються, варвари здійснюють набіги на сушу та у води Середземного моря. Упродовж усієї книги головний герой Авл Перенніус діє, вважаючи, що Імперія безповоротно приречена, і все одно він наполегливо й повністю відданий цій приреченій Імперії, навіть коли бачив багато з її поганих сторін. У цьому він схожий на Пола Андерсона «Домінік Фландрі» (який служить космічній імперії, свідомо створеній за зразком Римської імперії).
Ті, хто знаються на основах римської історії, знають, що насправді це ще далеко не кінець Імперії — через два десятиліття Діоклетіан консолідується, розпочне період панування та подарували імперії ще два століття життя (а її східній частині — набагато довше). Втім, у книжці є трохи таємної історії: Римська імперія справді була на межі розпаду, збираючись впасти вже у ІІІ столітті; саме Кальв, мандрівниця з далекого майбутнього, дала імперії ще один шанс на життя. Саме вона використала свої розумові здібності, щоб надати молодому Діоклетіану якості, необхідні для виконання його вирішальної ролі в історії. Насправді, майбутній імператор був присутній у сюжеті книги весь час, хоч і під іншим ім'ям, і вже на першій сторінці Дрейк дає підказку про це гострозорим читачам. Сама Кальв мало цікавила Римська імперія і те, як довго вона проіснує — але вона знала, що для Аулуса майбутнє імперії має першорядне значення, і що він битиметься краще, коли матиме такий стимул; крім того, всупереч її тренуванням і загартовуванню, вона почала дуже піклуватися про Аулуса і прагнути зробити його щасливим…

### Релігія

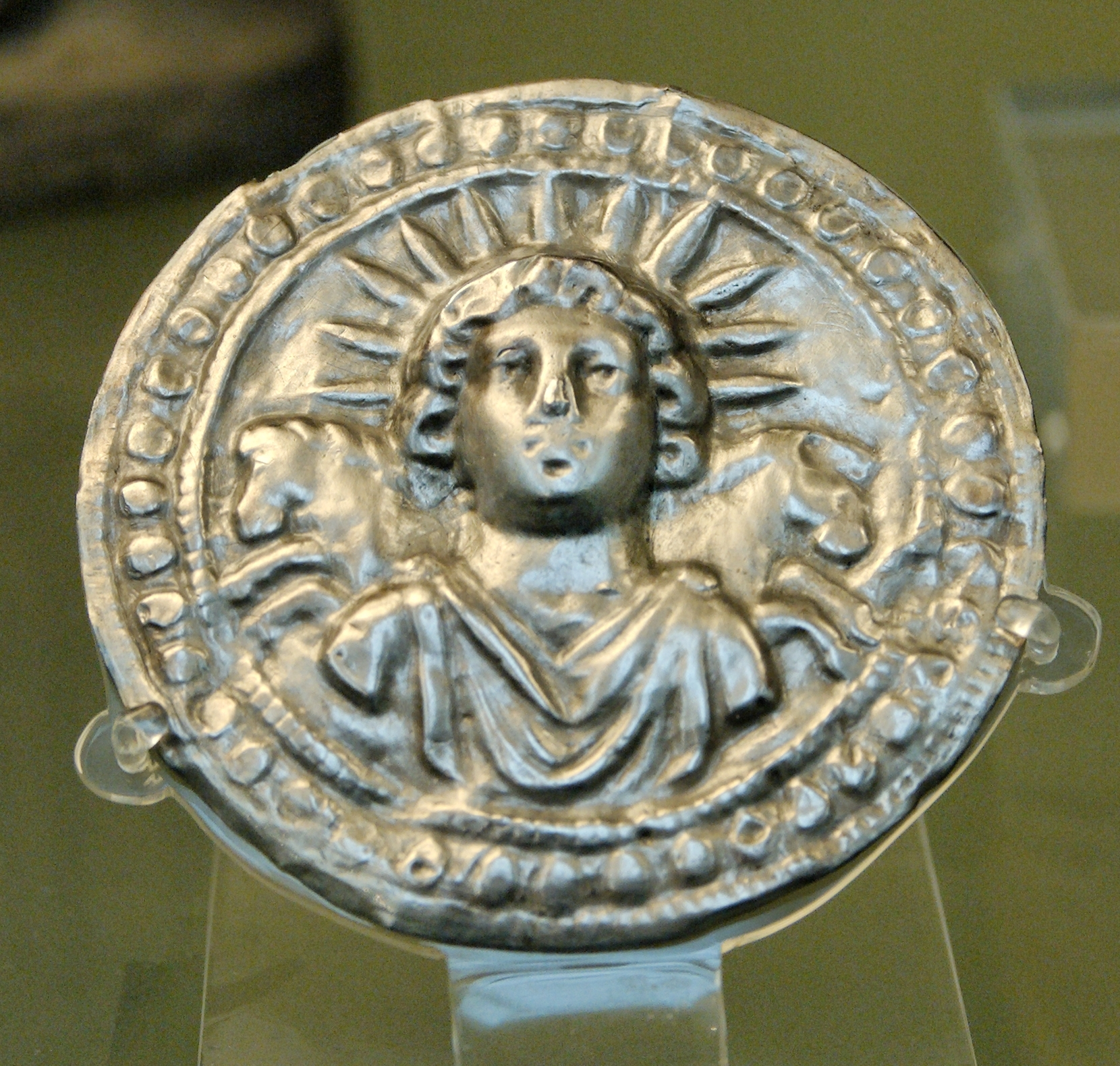
Sol Invictus («Нескорене сонце»), улюблений бог Перенія

Авл Перенній є вірним прихильником бога Сонця, поклоніння якому процвітало в Римській імперії в третьому столітті, і звертається до цього бога в моменти кризи («Непереможене Сонце, Творець і Підтримувач життя, дай мені силу, яка мені потрібна!»). Він не вірить у богів традиційного греко-римського Пантеону, хоча поважає богиню Рому як прояв Імперії, служінню якій він відданий. Переній не надто піклується про християнство, змішуючи його з іншими східними таємничими релігіями: «Дурні та їхні таємничі релігії, їхні Ісіда, Аттіс і Христос! Але коли у світі стає все менше надії на безпеку, як можна звинувачувати людей, які шукати надії деінде?». Проте, він має досконалі знання про християн, основи їхньої теології та відмінності між їхніми різними фракціями та сектами — такі знання про імперське суспільство необхідні для його професійної діяльності. Коли Кальв — яка знала його майбутнє, яке було її дуже давньою історією — сказав, що частина Римської імперії (тобто Візантійської імперії) проіснуватиме тисячу років як християнська теократія, Перенній вважає це неприємним, але все ж таки віддає перевагу християнській імперії, а не будь-якій імперії взагалі.

## Деталі публікацій
- 1984, США, Baen Books/Pocket Books (ISBN 0-671-55912-5), Дата публікації ? Серпень 1984 р., м'яка обкладинка (перше видання)
- 1984, Великобританія, Simon & Schuster (ISBN 0-671-55909-5), Дата публікації ? Серпень 1984, тверда палітурка
- 1991, США, Tor Books (ISBN 0-8125-3612-6), Дата публікації ? Квітень 1991, м'яка обкладинка
- 1991, США, доцент Тома Доерті (ISBN 0-8125-1356-8), Дата публікації ? Квітень 1991, м'яка обкладинка
- 1999, США, Baen Books (ISBN 0-671-57790-5), Дата публікації ? Лютий 1999, м'яка палітурка